# ドナルドのかじ屋
『ドナルドのかじ屋』（ドナルドのかじや、原題：The Village Smithy）は、ウォルト・ディズニー・プロダクション（現：ウォルト・ディズニー・カンパニー）が製作した1942年1月16日公開のアニメーション短編映画作品。ドナルドダック・シリーズの第35作である。

## あらすじ
鍛冶屋に勤めるドナルドは、車輪の枠組みやロバの蹄鉄はめに手こずる。

## スタッフ
- 製作：ウォルト・ディズニー
- 監督：ディック・ランディー

## キャスト
| キャラクター   | 原語版               | 旧吹き替え版 | 新吹き替え版 |
| -------------- | -------------------- | ------------ | ------------ |
| ドナルドダック | クラレンス・ナッシュ | 関時男       | 山寺宏一     |
| ナレーター     | -                    | 江原正士     | -            |

## 日本での公開

### 収録
- 『ドナルドダック・クロニクル Vol.2 限定保存版』（DVD、ブエナ・ビスタ・ホーム・エンターテイメント、新吹き替え版）